# Iwate Grulla Morioka
Iwate Grulla Morioka (japonsky いわてグルージャ盛岡) je japonský fotbalový klub z města Morioka hrající v J3 League. Klub byl založen v roce 2005. V roce 2014 se připojili do J.League, profesionální japonské fotbalové ligy. Svá domácí utkání hraje na Iwagin Stadium.